# Akihiko Kamikawa
Akihiko Kamikawa (japanisch 神川 明彦 Kamikawa Akihiko; * 9. Juli 1966 in der Präfektur Kanagawa) ist ein japanischer Fußballtrainer.

## Karriere
Kamikawa erlernte das Fußballspielen in der Schulmannschaft der Kamakura High School und der Universitätsmannschaft der Meiji-Universität. 1994 wurde Kamikawa Co-Trainer der Meiji-Universität. Von 2004 bis 2013 war er der Cheftrainer. 2016 wurde Kamikawa Cheftrainer vom Drittligisten Grulla Morioka.